# 50-Meter-Lauf
Der 50-Meter-Lauf ist eine Sprintdisziplin, die vor allem in der Halle gelaufen wird. Sie dient als Alternative zum 60-Meter-Lauf und wird heute nur noch selten als eigenständiger Wettbewerb ausgetragen. Viele Zeiten sind daher nur auf einer Teilstrecke einer längeren Distanz (meist 60 Meter) gemessen. Für Kinder unter 12 Jahren ist der 50-Meter-Lauf die reguläre Sprintdisziplin. Ab der nächsten Altersgruppe wird dann die Sprintdistanz verlängert. 50 Meter werden auf einer ausschließlich geraden Strecke gelaufen, wobei jeder Läufer vom Start bis zum Ziel in seiner eigenen Bahn bleiben muss. Gestartet wird im Tiefstart mit Hilfe von Startblöcken.
Bei den Leichtathletik-Halleneuropameisterschaften wurde der 50-Meter-Lauf von 1967 bis 1969 sowie 1972 und 1981 anstelle von 60 Meter ausgetragen. In diesen Jahren wurden auch die 60-Meter-Hürden-Wettbewerbe auf 50 Meter verkürzt.
Der Weltrekord der Männer liegt bei 5,56 s, aufgestellt von Donovan Bailey im Jahr 1996. Weltrekordhalterin bei den Frauen ist Irina Priwalowa mit 5,96 s, aufgestellt im Jahr 1995. Sie ist damit die bislang einzige Frau, die diese Distanz in unter 6 Sekunden lief.

## Statistik

### Weltbestenliste
Stand 2. April 2010, nur Hallenergebnisse; A = Lauf unter Höhenbedingungen (Wettkampfort mit einer Seehöhe von über 1000 m)

#### Männer
1. 5,56 s A, Donovan Bailey, CAN, Reno, 9. Februar 1996
2. 5,56 s, Maurice Greene, USA, Los Angeles, 13. Februar 1999
3. 5,58 s, Leonard Scott, USA, Liévin, 26. Februar 2005
4. 5,61 s, Manfred Kokot, GDR, Berlin, 4. Februar 1973 (Europarekord)
5. 5,61 s, James Sanford, USA, San Diego, 20. Februar 1981
6. 5,61 s, Michael Green, JAM, Liévin, 16. Februar 1997
7. 5,61 s, Deji Aliu, NGR, Liévin, 21. Februar 1999
8. 5,61 s, Jason Gardener, GBR, Madrid, 16. Februar 2000
9. 5,61 s, Freddy Mayola, CUB, Madrid, 16. Februar 2000

#### Frauen
1. 5,96 s, Irina Priwalowa, RUS, Madrid, 9. Februar 1995
2. 6,00 s, Merlene Ottey, JAM, Moskau, 4. Februar 1994
3. 6,02 s, Gail Devers, USA, Liévin, 21. Februar 1999
4. 6,04 s, Chioma Ajunwa, NGR, Liévin, 22. Februar 1998
5. 6,05 s, Savatheda Fynes, BAH, Liévin, 13. Februar 2000
6. 6,05 s, Philomena Mensah, CAN, Liévin, 13. Februar 2000
7. 6,07 s A, Gwen Torrence, USA, Reno, 9. Februar 1996
8. 6,08 s, Christy Opara-Thompson, NGR, Liévin, 16. Februar 1997
9. 6,09 s, Schanna Block, UKR, Moskau, 2. Februar 1993
10. 6,11 s, Marita Koch, GDR, Grenoble, 2. Februar 1980